# Carl Rottermund

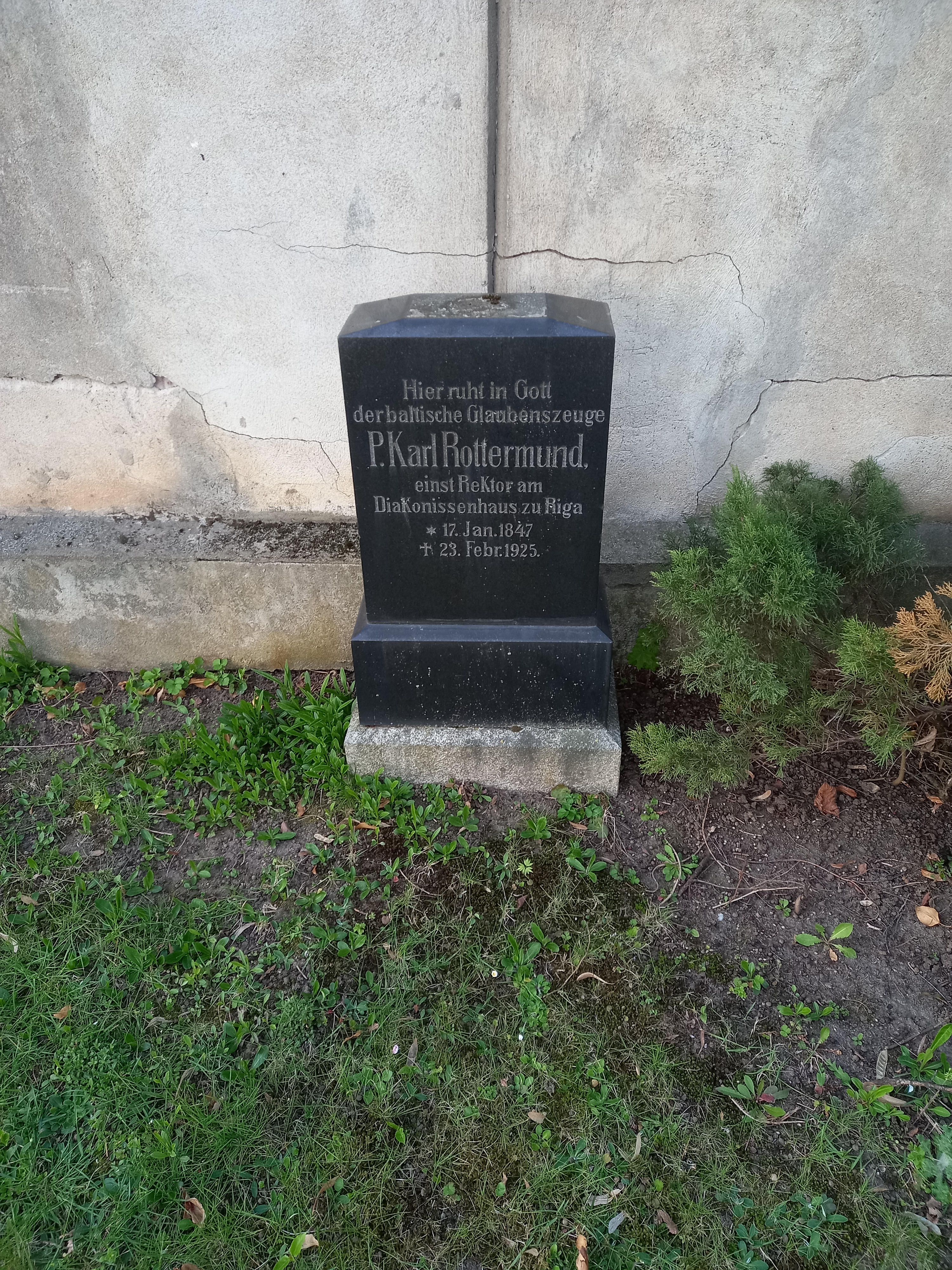
Das Grab von Carl (Schreibweise hier Karl) Rottermund auf dem Friedhof der Pfeifferschen Stiftungen in Magdeburg

Carl Nicolaus Emanuel Rottermund auch Rotermund oder Rothermund (* 23. Dezember 1846jul. / 4. Januar 1847greg. in Libau; † 23. Februar 1925) war ein deutsch-baltischer lutherischer Theologe.

## Leben

### Herkunft und Familie
Carl Rottermund wird in unklarem familiären Zusammenhang mit einer mutmaßlich kurländischen Linie der Adelsfamilie Rotermund genannt. Sein Großvater, Karl Friedrich Rottermund war um 1800 Kaufmann in Goldingen, seine Eltern waren der Pastor in Libau, Eduard Heinrich Christian Rottermund (1804–1882) und Emilie Laurenz-Mester.
Rottermund vermählte sich mit Anna Christiani (1850–1946), Tochter des Friedrich Christiani und der Emilie Michelson. Aus dieser Ehe ist ein Sohn Paul Rottermund (1877–1944), Dipl.-Ing., bekannt, der mit Henriette Glaser vermählt war.

### Werdegang
In den Jahren 1857 bis 1864 besuchte Rottermund das deutschsprachige Nicolai-Gymnasium in Libau. Von 1865 bis 1870 studierte er Theologie an der Kaiserlichen Universität Dorpat. Anschließend, 1871/1872 legte er sein Konsistorial-Examen in Mitau ab. Sein Probejahr absolvierte Rottermund in Edwahlen und wurde am 13. August 1872 in Libau ordiniert.
Er begann nun als Pastor adjunctus in Edwahlen eine geistliche Tätigkeit aufzunehmen, wurde aber bereits 1873 nach Nitau versetzt, wo er bis 1891 verblieb. Seine nächste Anstellung fand er dann 1891 in Bickern bei Riga. Von 1891 bis 1895 war Rottermund Rektor des Diakonissenhauses in Riga und ab 1893 Anstaltspastor des Rigaer Stadtkrankenhauses.
1907 emeritierte Rottermund, lebte aber noch mindestens bis 1913 in der Kirchenstr. 4 in Riga. Ebenfalls im Ruhestand wirkte Rottermund als Religionslehrer in Riga.
Ab 1919 war er wieder Pastor am Diakonissenhaus in Magdeburg. Vermutlich hatte er seine Heimat unter den Eindrücken der Oktoberrevolution verlassen. Sein Sterbeort ist unbekannt.